# مقاطعة ديكاتور (تينيسي)
مقاطعة ديكاتور (بالإنجليزية: Decatur County, Tennessee)‏ هي إحدى مقاطعات ولاية تينيسي في الولايات المتحدة. ، وتبلغ مساحتها 893 كم2، بلغ عدد سكانها 11757 نسمة في عام 2010 حسب إحصاء مكتب تعداد الولايات المتحدة وتصل الكثافة السكانية فيها 14 نسمة/كم2.